# Far del Cap Gros
Der Far del Cap Gros ist ein Leuchtturm auf der spanischen Baleareninsel Mallorca. Er wurde 1859 auf einem Kap an westlichen Seite der Bucht von Sóller bei Port de Sóller eingeweiht und ist bis heute in Betrieb. Der Turm ist unter der internationalen Nummer E-0289 sowie der nationalen Kennung 35360 registriert und bestrahlt einen Sektor von 54 bis 232 Grad.

## Geschichte und Architektur
Ein Leuchtturm mit Nebengebäude wurde bereits 1842 durch die Stadtverwaltung von Sóller erbaut, aber nicht in Betrieb genommen. Er wurde dem Ministerium für Öffentliche Arbeiten 1852 übergeben und von diesem am 20. Februar 1859 als Leuchtturm 4. Ordnung in Betrieb genommen. Der Bau der Anlage erfolgte ohne Inanspruchnahme von Ingenieuren und Architekten. Unüblich war auch die Innenausstattung des Gebäudes. Es gab keinen Arbeitsraum für den Leuchtturmwärter, der seinen Dienst in der Laterne antrat. Die im Vergleich zu anderen Leuchttürmen schwierigen Arbeitsbedingungen führten zu Protesten. Ursprünglich emittierte eine mit Olivenöl befeuerte Laterne ein weißes Dauerlicht. Sie wurde später durch eine Doppeldocht Maris-Lampe ersetzt. 1944 wurde der Leuchtturm elektrifiziert. Die 1952 durch einen Blitzeinschlag zerstörten Elektrokabel konnten erst 1963 repariert werden. Bis dahin diente eine Aladin-Lampe als Ersatz. In den 1970er Jahren wurde ein Sealed-Beam-Scheinwerfer installiert, der 2008 durch eine Fresnel-Linse ersetzt wurde.
Neben dem zylindrisch gemauerten weißen Turm mit grau-metallischer Laterne und der 1963 oder 1971 errichteten Doppelgalerie befindet sich ein Leuchtturmwärterhaus. Der ursprüngliche Turm besaß nur eine einfache Galerie. Die Anlage ist durch eine öffentliche Straße erschlossen, der Turm aber nur autorisierten Personen zugänglich.